# کریم رابین
کریم رابین (انگلیسی: Karim Robin؛ زادهٔ ۲۸ آوریل ۱۹۸۴) بازیکن فوتبال اهل فرانسه است.